# International Flat Earth Research Society

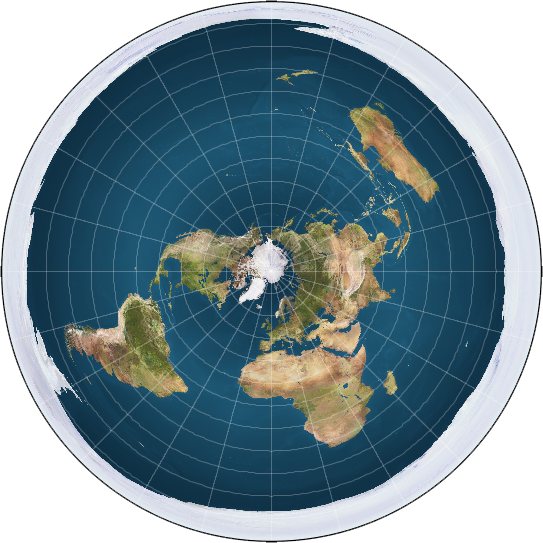
Een model van de International Flat Earth Research Society met Antarctica als een muur van ijs rondom een schijfvormige aarde

De International Flat Earth Research Society is een organisatie die streeft naar de bevordering van het idee dat de aarde plat is in plaats van een oblate sferoïde. De Society werd in 1956 opgericht door Samuel Shenton en later voorgezeten door Charles K. Johnson, die de organisatie leidde vanuit zijn huis in Lancaster.
Na Johnsons dood in 2001 was de organisatie enkele jaren inactief, maar werd in 2004 nieuw leven ingeblazen door de nieuwe voorzitter Daniel Shenton.

## Ontstaan
Het idee van een platte aarde was in Europa wijdverspreid tot ongeveer de vierde eeuw voor Christus, toen Griekse filosofen het idee naar voren brachten dat de aarde misschien een bol was. Aristoteles was in het jaar 330 v.Chr. een van de eerste Europese denkers die een bolvormige aarde voorstelde. Tegen de middeleeuwen werd het idee dat de aarde een bol is algemeen geaccepteerd in Europa.
Moderne hypotheses die het idee van een platte aarde aanhangen vinden hun oorsprong bij de Engelse uitvinder Samuel Rowbotham (1816-1884). Rowbotham zette zijn visie uiteen in zijn 430 pagina's lange boek Earth Not a Globe, gebaseerd op zijn 16 pagina's lange pamflet Zetetic Astronomy, dat weer voortkwam uit zijn onjuiste interpretatie van experimenten gedaan bij The Fens. Volgens Rowbothams systeem is de aarde een platte schijf met in het midden de noordpool, in het zuiden begrensd door een muur van ijs (Antarctica), met de zon en de maan op 4.800 km en de "kosmos" op 5.000 km boven het oppervlak. Hij publiceerde ook een folder met de titel "The inconsistency of Modern Astronomy and its Opposition to the Scriptures!!" waarin hij betoogde dat de "Bijbel, samen met onze zintuigen, het idee ondersteunen van een platte, onbeweeglijke aarde en dit systeem [niet moet] worden vervangen door een systeem dat slechts rust op menselijke vermoedens".
Rowbotham en zijn volgelingen, waaronder William Carpenter die zijn werk voortzette, kregen aandacht voor hun standpunt door in debat te gaan met vooraanstaande wetenschappers van hun tijd. Een van die debatten, waar ook Alfred Russel Wallace aan deelnam, ging over de experimenten gedaan op The Fens (en leidde later tot verschillende rechtszaken over fraude en laster). Rowbotham richtte een Zetetic Society op in Engeland en New York en stuurde meer dan duizend exemplaren van Zetetic Astronomy overzee. Leden van de Zetetic Society waren onder andere de Amerikaanse consul in China en de inspecteur van openbare scholen in Baltimore. Hij redigeerde ook "The Zetetic and Anti-Theorist: a monthly journal of practical cosmography".
Na Rowbothams dood richtte Lady Elizabeth Blount, vrouw van ontdekkingsreiziger Sir Walter de Sodington Blount, een "Universal Zetetic Society" op, die "de verspreiding van kennis over de Natuurlijke Kosmogonie in bevestiging van de Heilige Schrift, gebaseerd op praktisch wetenschappelijk onderzoek" tot doel had. Het genootschap gaf een blad uit genaamd The Earth Not a Globe Review en bleef tot in het begin van de twintigste eeuw actief. Tussen 1901 en 1904 redigeerde Lady Blount het blad Earth: a Monthly Magazine of Sense and Science. In 1901 herhaalde ze Rowbothams experimenten en fotografeerde het resultaat, wat leidde tot een briefwisseling in het blad English Mechanic met verschillende tegenbewijzen. Later verkreeg het enige bekendheid vanwege de betrokkenheid bij een zwendel met tandartspraktijken. Na de Eerste Wereldoorlog onderging de beweging een langzame krimp.

## Moderne belichaming
In 1956 richtte Samuel Shenton de International Flat Earth Research Society op als opvolger van de Universal Zetetic Society. Vanwege Shentons belangstelling voor pseudowetenschap en -technologie lag de nadruk minder op religieuze argumenten.
Dit alles kwam vlak voor de lancering van de eerste satelliet, maar toen de eerste satellietbeelden de aarde als een bol toonden was het genootschap onverschrokken. Shenton merkte op: "Het is eenvoudig te zien hoe een foto als deze het ongeoefende oog kan misleiden."
Het was niet tot de komst van de bemande ruimtevaart dat Shenton grote publiciteit wist te verkrijgen met een artikel in de New York Times in januari en juni 1964, toen ook de term flat-Earther in het Lagerhuis van het Verenigd Koninkrijk begon te worden gebruikt. Het genootschap begon rond die tijd ook complottheorieën rond de Apollo-maanlanding aan te hangen.
In 1969 wist Shenton Ellis Hillman, docent aan de North East London Polytechnic, over te halen om voorzitter van de International Flat Earth Research Society te worden, maar er is weinig bewijs van enige activiteit van zijn kant tot na Shentons dood, toen hij het grootste deel van Shentons bibliotheek toevoegde aan de archieven van de Science Fiction Foundation, die hij mede had opgericht.
Na Shentons dood in 1971 richtte Charles K. Johnson de International Flat Earth Research Society of America and Covenant People's Church op in Californië. Onder zijn voorzitterschap groeide de Society van enkele leden tot ongeveer 3.000 man in ongeveer drie decennia. Johnson verspreidde nieuwsbrieven, flyers, kaarten en ander promotiemateriaal en behandelde alle lidmaatschapsaanvragen samen met zijn vrouw Marjory.

Vlag van de Verenigde Naties

Het meest recente door de International Flat Earth Research Society voorgestane model houdt in dat we op een schijf leven, met in het midden de noordpool en een muur van ijs van ongeveer 45 m hoog aan de buitenrand. De kaart die op dit model gebaseerd is doet denken aan de vlag van de Verenigde Naties, die Johnson dan ook aanhaalde als bewijs voor zijn standpunt. In dit model hebben de zon en maan beide een diameter van slechts 52 km (in werkelijkheid respectievelijk 1,392 miljoen en 3.476 km).
Een nieuwsbrief van het genootschap biedt enig inzicht in Johnsons gedachtegang:

Doel: Nauwkeurig observeren, vrij denken, vergeten feiten herontdekken en theoretisch dogmatische aannames bestrijden. De Verenigde Staten… van de wereld helpen oprichten op deze platte Aarde. De wetenschapsreligie vervangen…door GEZOND VERSTAND.
De International Flat Earth Society is het oudste nog bestaande Genootschap ter wereld. Het begon met de Schepping van de Schepping. Eerst het water…het aangezicht van de diepte…zonder vorm of beperkingen…enkel Water. Toen het Land in en op het Water, het Water zijnde nu en toen plat en vlak, zoals de Aard is van het Water. Er zijn, natuurlijk, bergen en dalen op het Land, maar aangezien het grootste deel van de Wereld Water is zeggen we "De Wereld is Plat". Historische verslagen en gesproken geschiedenis zeggen ons dat het Land misschien vierkant is, met het magnetische noorden in het Centrum. Uitgestrekte rampen en aardbevingen braken het land zonder twijfel uit elkaar, verdeelde het Land in de continenten of eilanden zoals we ze nu kennen. Een ding weten we zeker…de bekende bewoonde wereld is Plat, Vlak, een Vlakke Wereld.
We houden vol dat wat vandaag de dag 'Wetenschap' en 'wetenschappers' genoemd worden bestaan uit dezelfde bende medicijnmannen, tovenaars en verhalenvertellers voor het gewone volk. 'Wetenschap' bestaat uit een vreemd, occult verzinsel van warrige theorie-theologie…niets te maken met de echte wereld van feiten, technologie en uitvindingen, hoge gebouwen en snelle auto's, vliegtuigen en andere Echte en Goede dingen in het leven; technologie is niet verwant aan het web van idiote wetenschappelijke theorieën. ALLE uitvinders zijn anti-wetenschap geweest. De gebroeders Wright zeiden: "Wetenschaptheorie hield ons jaren bezig. Toen we alle wetenschap uit het raam gooiden, begonnen te experimenteren en ervaren, toen vonden we het vliegtuig uit." Alle vliegtuigen vliegen trouwens vlak over deze Platte Aarde.

De International Flat Earth Research Society trok leden aan door de aanval te openen op de overheid van de Verenigde Staten en haar agentschappen, met name de NASA. Veel van de literatuur van het genootschap focuste in het begin op een letterlijke uitleg van de Bijbel, hoewel ze later ook andere wetenschappelijke verklaringen en bewijs probeerden aan te dragen.

### Piek en krimp
Het genootschap groeide tot ongeveer 3.000 leden onder het voorzitterschap van Charles K. Johnson. De organisatie werd geconfronteerd met overweldigend wetenschappelijk bewijs dat de aarde een bol is. De term 'flat-Earther' werd een synoniem voor een persoon die het idee van een platte aarde aanhangt.
Tegen 1980 daalde het aantal leden tot ongeveer 200. Deze leden geloofden nog steeds dat de aarde plat is. Eugenie Scott noemde het genootschap een voorbeeld van "extreme bijbelliteralistische theologie: de aarde is plat omdat de bijbel zegt dat de aarde plat is, onafhankelijk van wat de wetenschap ons vertelt". Het genootschap leed verder schade door een brand in het huis van Charles K. Johnson, die alle archieven van de Society vernietigde. Johnsons vrouw, die de databank hielp beheren, overleed niet lang daarna. Charles K. Johnson stierf op 19 maart 2001.

## Hedendaagse activiteiten
In 2004 blies Daniel Shenton (niet verwant aan Samuel) de International Flat Earth Research Society nieuw leven in, gebouwd op een online discussieforum. Dit leidde uiteindelijk tot de officiële doorstart van het genootschap in oktober 2009 en de oprichting van een nieuwe website met de grootste openbare verzameling Platte Aarde-literatuur in de wereld en een door gebruikers bewerkbare encyclopedie. Voor het eerst sinds 2001 begon het genootschap ook weer nieuwe leden toe te laten. Muzikant Thomas Dolby werd het eerste nieuwe lid. In januari 2018 had het genootschap wereldwijd meer dan 500 leden.